# 阿門特科納斯 (伊利諾伊州)
阿門特科納斯（英語：Ament Corners）是位於美國伊利諾伊州肯德爾縣的一個非建制地區。該地的面積和人口皆未知。

## 地理
阿門特科納斯的座標為41°25′50″N 88°26′09″W / 41.43056°N 88.43583°W，而該地的平均海拔高度為215米（即705英尺）。